# Mont Kailash
Pour la maison d'éditions, voir Kailash Éditions.
Le mont Kailash (du sanskrit : कैलास पर्वत, IAST : Kailāsa Parvata ; translittération en tibétain kai la sha  Wylie : kai la sha), également appelé en tibétain Gang Rinpoché (tibétain : གངས་རིན་པོ་ཆེ, Wylie : gangs rin po che, pinyin tibétain : Kangrinboqê, THL : gang rinpoche ; qui donne la translittération en chinois : 冈仁波齐峰 ; pinyin : gāngrénbōqí fēng ; litt. « sommet de monsieur/rinpoché gang ») et dans le jaïnisme aṣṭapāda (sanskrit : अष्टपाद, aṣṭapāda, huit pieds), est une montagne culminant à 6 638 mètres d'altitude et faisant partie de la chaîne de Gangdise ou Transhimalaya. Elle est située dans la préfecture de Ngari, dans la région autonome du Tibet, à proximité du lac Manasarovar et du lac Rakshastal. Quatre des plus grands fleuves d'Asie, l'Indus, le Sutlej, le Brahmapoutre et la Karnali prennent leur source à proximité du mont Kailash.
Cette montagne est sacrée dans quatre religions : pour les hindous, elle est la demeure de Shiva ; pour les bouddhistes tibétains, celle de Chenresig, le bodhisattva de la compassion dont le dalaï-lama est une des personifications ; quant au fondateur du jaïnisme, c’est à son sommet qu’il a reçu l’illumination ; le culte bön, pré-bouddhisme chamanique, la considère comme le symbole de l’âme. Elle correspondrait peut-être au mythique mont Mérou considéré comme l'axe du monde dans les mythologies persane, bouddhique, jaïne et surtout hindoue. La circumambulation de 51 km autour du mont Kailash (kora) est l’un des pèlerinages les plus importants d'Asie.

## Toponymie
Le mot Kailâsa signifie « cristal » en sanskrit. Les Tibétains le nomment Gang Rimpoche ou Kang Ripoche, ce qui signifie le « précieux joyau des neiges » et les jaïns, Ashtapada. Il est aussi appelé Tise.

## Géographie

### Situation
Le mont Kailash se situe à l'ouest de la région autonome du Tibet dans la préfecture de Ngari en Chine. Il fait partie de la chaîne du Transhimalaya. Son altitude est souvent donnée comme 6 714 mètres, mais des études récentes ont montré qu'il culmine à 6 638 mètres. Non loin se trouvent un sommet himalayen, le Gurla Mandhata qui culmine à 7 694 mètres d’altitude, et les lacs Manasarovar et Rakshastal, tous deux situés au-dessus de 4 500 mètres. Il y a environ 1 400 kilomètres par la route entre Lhassa, la capitale du Tibet, et le mont Kailash.

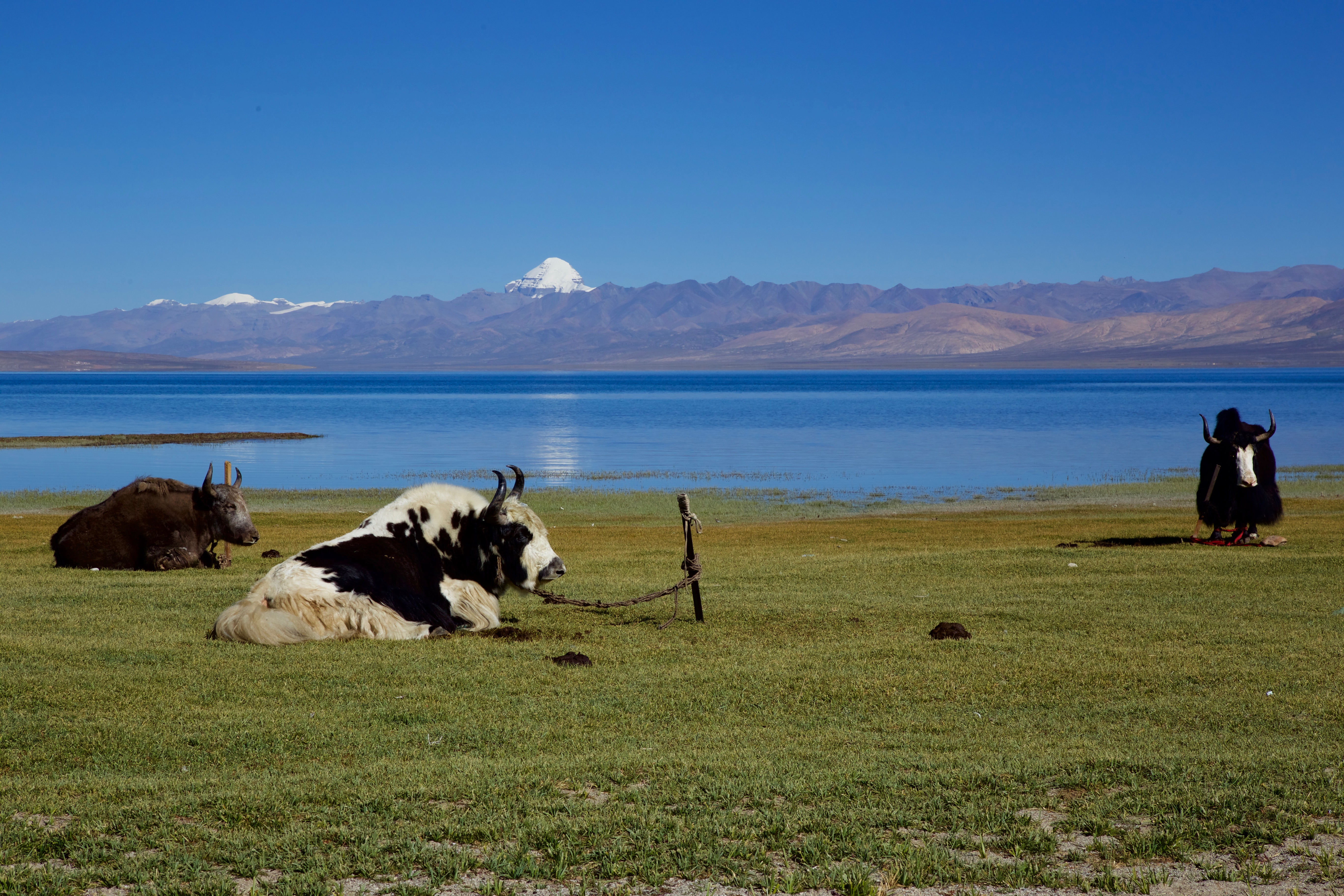
Le mont Kailash se reflète dans le lac Manasarovar.
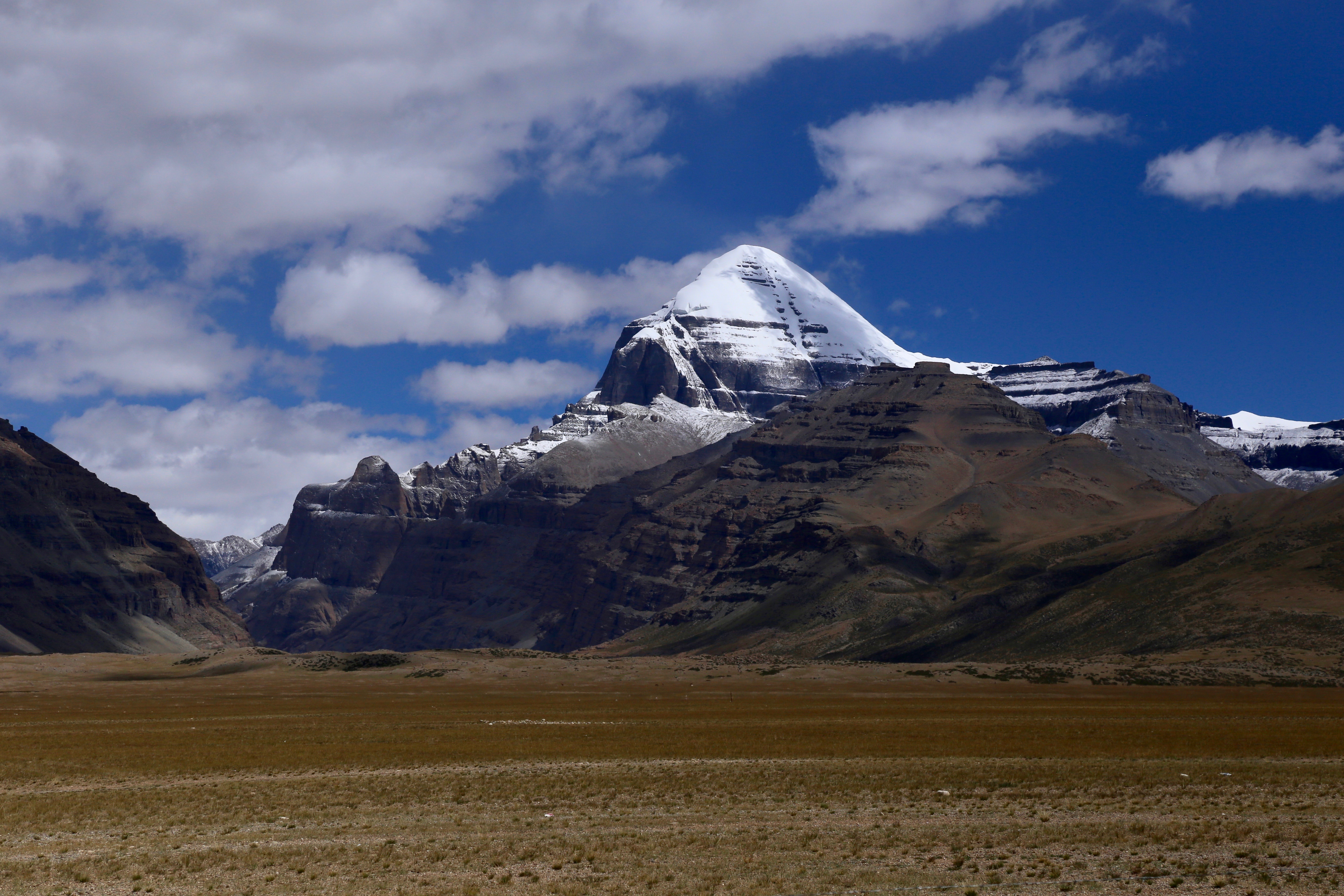
Face sud du mont Kailash vu de la plaine de Barkha.

### Géologie
La région du mont Kailash se caractérise par des roches métamorphiques datant de la fin du Crétacé au milieu du Cénozoïque et parcourues de nombreuses failles, auxquelles sont venues s'ajouter des intrusions de roches granitiques du Cénozoïque. Le mont Kailash lui-même est fait de roches métamorphiques soutenues par une base massive en granite. Les roches du Cénozoïque sont issues de calcaires marins déposés avant la subduction de la croûte océanique de Téthys. Ces sédiments ont été déposés sur la frange sud du bloc asiatique lors de la subduction de la croûte océanique de Téthys avant la collision entre les continents indien et asiatique.

## Religion

### Symbolisme religieux

#### Pour l'hindouisme

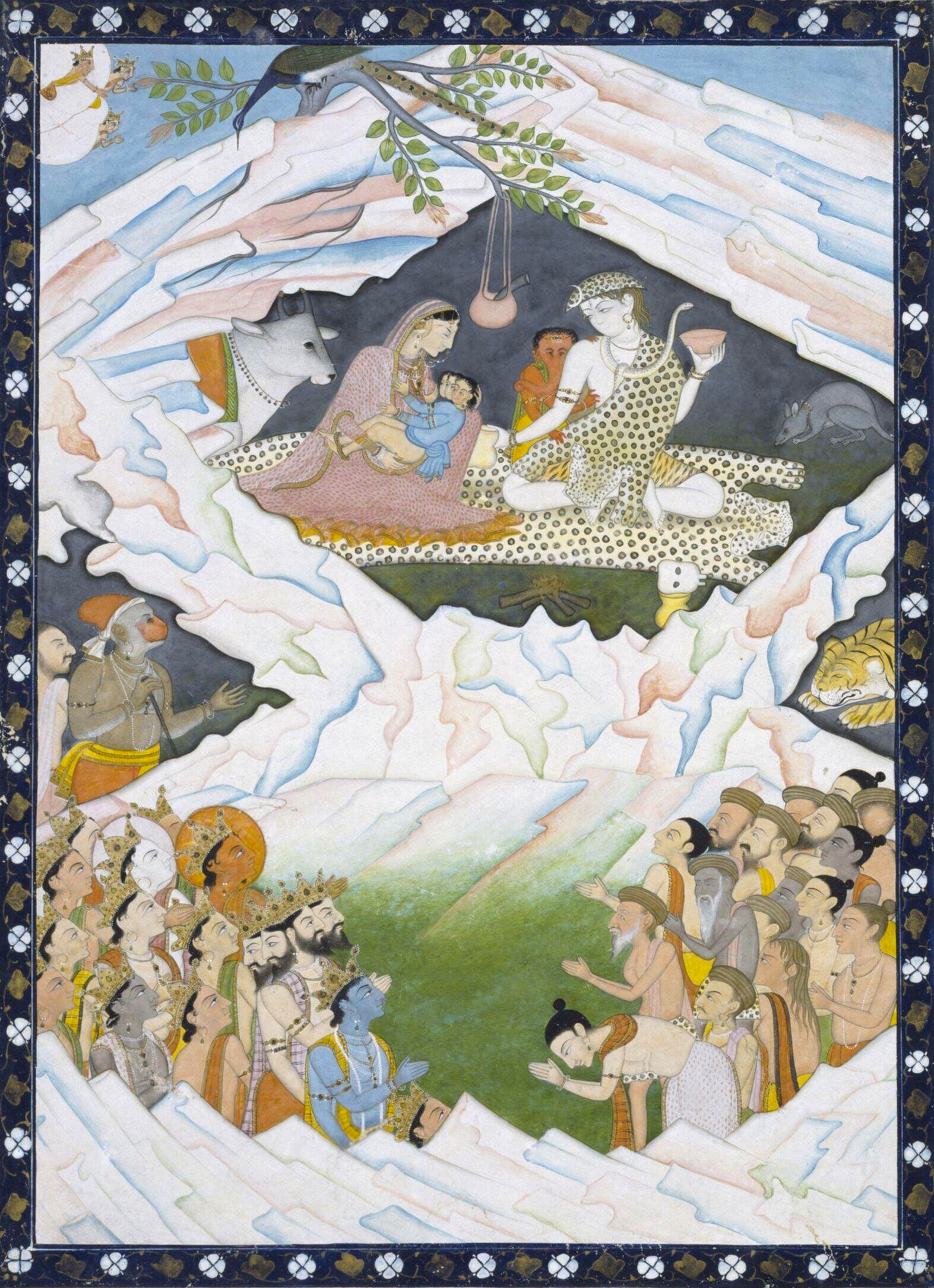
Shiva, Pârvatî, Ganesh et Kârttikeya recevant l'hommage des devas et des rishis sur les pentes du mont Kailash. Miniature indienne (peinture Pahari de style École de Mandi) du XVIIIe siècle.

Le sommet du Kailâsa est considéré comme la demeure de Shiva et de sa shakti Pârvatî – littéralement « fille de la montagne » –, ce qui explique son caractère sacré pour les hindous qui le voient aussi comme un lingam accompagné de la yoni symbolisée par le lac Manasarovar.

#### Pour le bouddhisme tibétain
Les bouddhistes tibétains considèrent cette montagne comme la demeure de Demchog et de sa parèdre Dorje Phangmo, symbolisant l'union des forces mâles et femelles.
Selon une légende, au cours d'une altercation avec un moine bön, le maître Milarépa, pour montrer sa supériorité, se serait transporté au sommet de la montagne sur un rayon de soleil.

#### Pour le jaïnisme
Dans la tradition jaïn, c'est sur le mont Kailash que Rishabhanatha, le premier maître du jaïnisme, le premier des 24 Tirthankara, a atteint moksha, l'illumination.

#### Pour le bön
Dans la religion bön, le mont Kailash est assimilé au mont Yungdrung Gutseg, la « pyramide de neuf svastikas », au sud duquel naquit le maître Tonpa Shenrab.

### Pèlerinage
Le mont Kailash est un sanctuaire religieux depuis des temps immémoriaux et un lieu de pèlerinage parmi les plus importants pour les bouddhistes, bönpos, hindous, et jaïns. Le but des pèlerins est de réaliser le tour (circumambulation, kora, parikrama) de la montagne sacrée. Les bouddhistes et les hindous font le tour de la montagne (52 kilomètres) dans le sens des aiguilles d’une montre, les bönpos et les jaïns dans le sens inverse. Ce pèlerinage s’effectue d’ordinaire en trois jours à pied, cependant certains bouddhistes tibétains le réalisent en une seule journée. Les pèlerins les plus pieux, qui se prosternent de tout leur corps tous les trois pas, prennent environ un mois pour le compléter. Certains, notamment les indiens, effectuent le pèlerinage à cheval. Pour les bouddhistes, un tour complet permet d'effacer tous les péchés d'une vie, 108 permettent d'atteindre le nirvana dans cette vie.

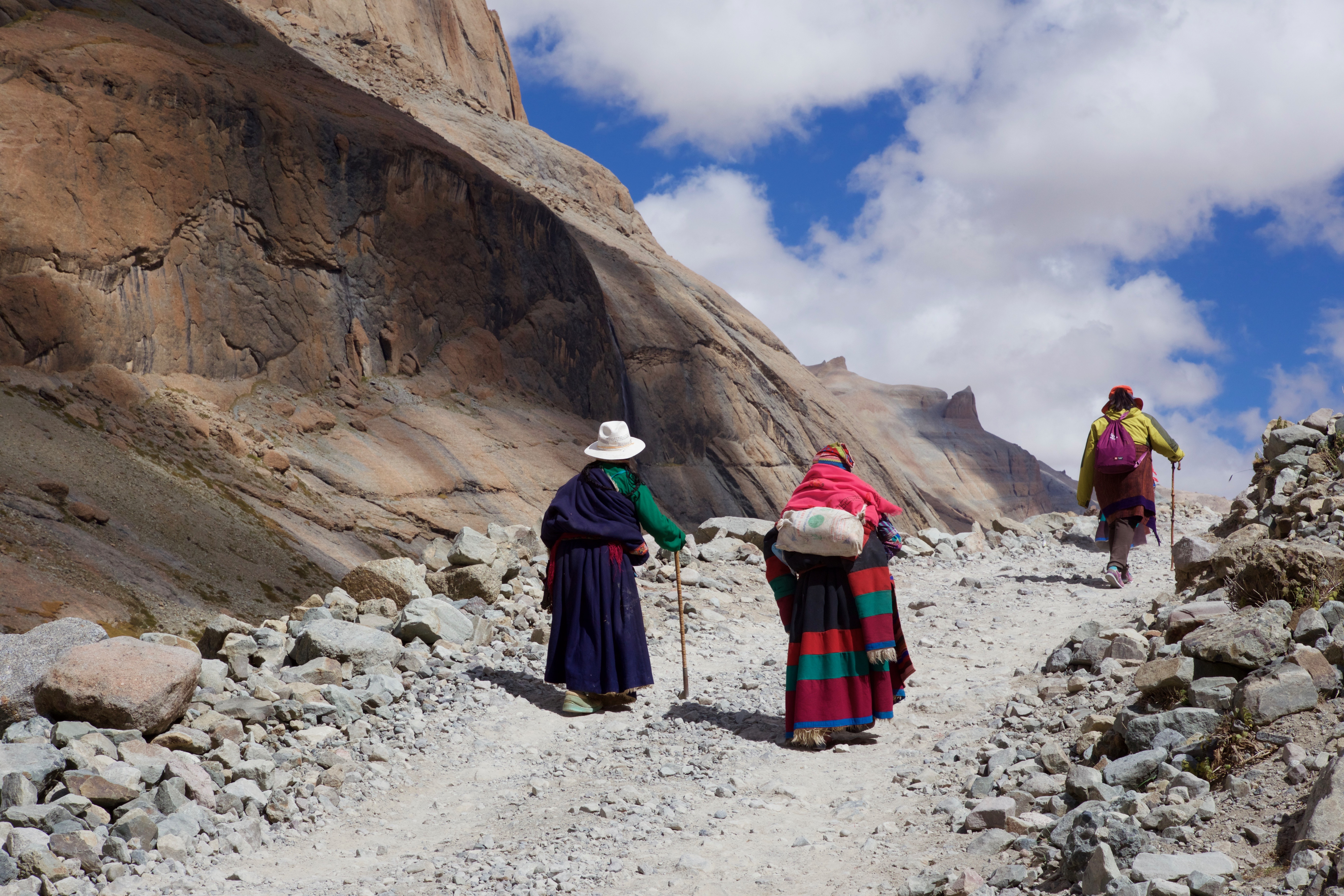
Pèlerins tibétains vers le début de la kora dans la vallée d'Amitābha.
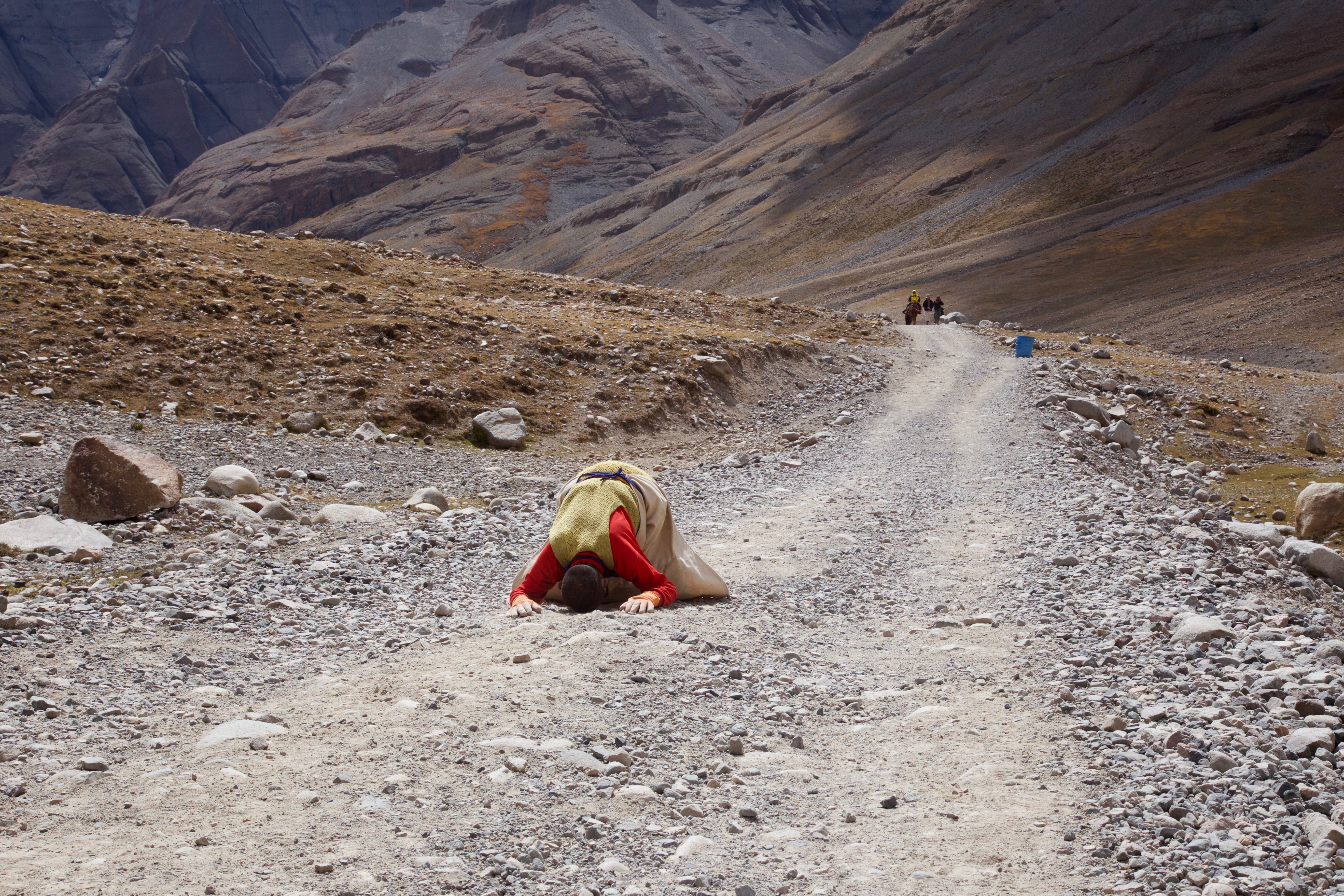
Pèlerin tibétain se prosternant de tout son corps tous les trois pas.

Le point de départ de la kora se situe à l’ouest de Darchen, petite bourgade située juste devant le mont Kailash à 4 575 mètres d’altitude. Le chemin se poursuit jusqu’à atteindre le mât de Tarboche (4 750 mètres), couvert de milliers de drapeaux de prières. C’est là qu’est célébrée annuellement la fête de Saga Dawa à l'occasion de l’anniversaire de Bouddha. Un nouveau mât est mis en place tous les ans à cette occasion.
Après avoir passé le chörten Kangnyi, le chemin s’engage à l'ouest du Kailash dans un canyon de roches rouges, la vallée d'Amitābha. Perché à 4 860 mètres sur le flanc ouest de la vallée, Chukku Gompa est un petit monastère de l’ordre Kagyu qui fut fondé au XIIIe siècle et qui fait face au mont Kailash.

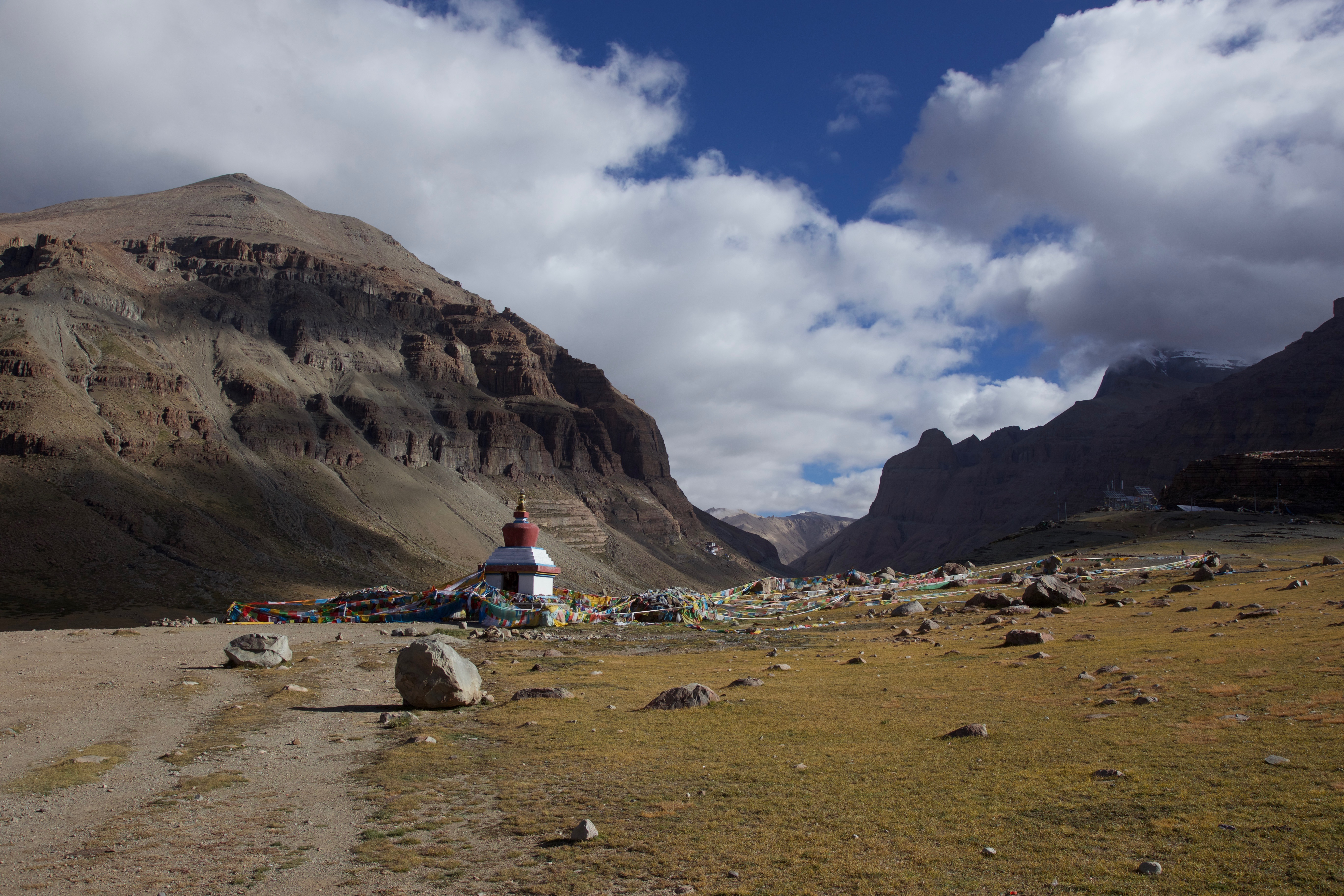
Le chörten Kangnyi.
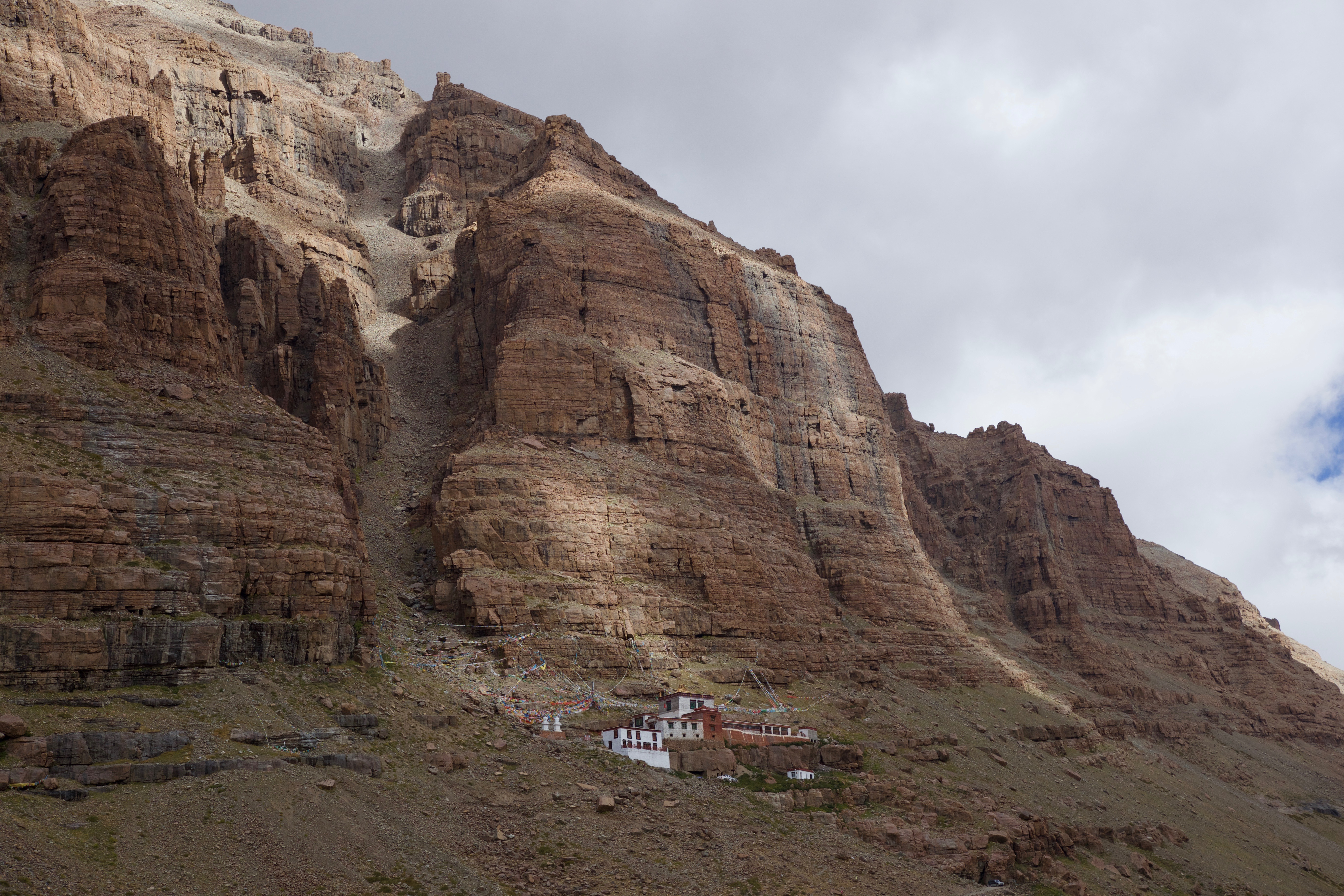
Le monastère de Chukku Gompa.

Le chemin se poursuit en direction de Dirapuk Gompa en longeant la face ouest du mont Kailash. Il est parsemé de nombreuses formations associées à la mythologie tibétaine, comme des empreintes de pas de Bouddha sur certains rochers et des grottes où de grands yogis du passé auraient vécu et médité. Les pèlerins passent aussi à côté de divers sites de prosternation et de « murs manis » où ils peuvent déposer leur propre pierre sur laquelle ils ont pu faire graver le mantra d’Avalokiteśvara, Om mani padme hum.

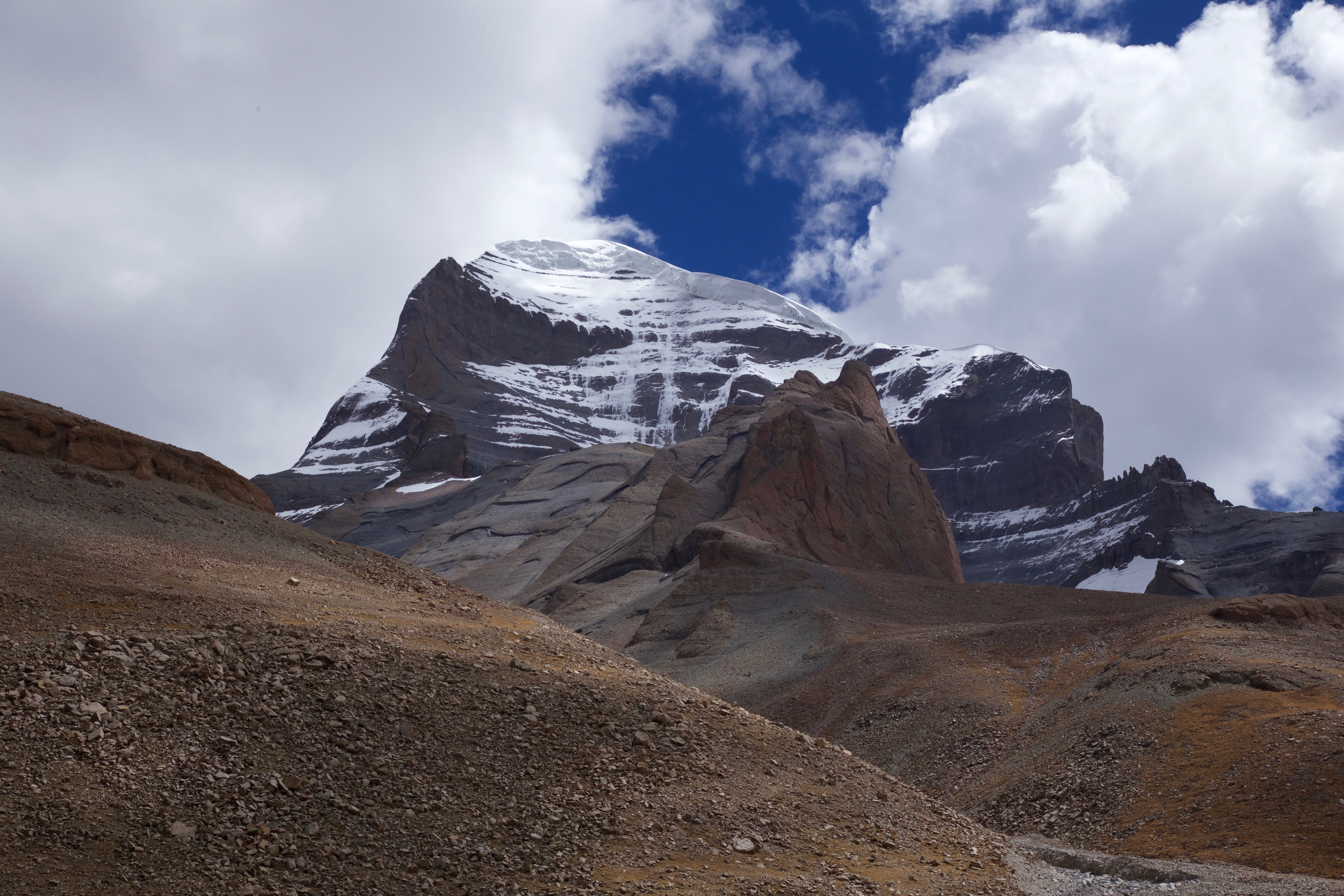
La face ouest du mont Kailash.
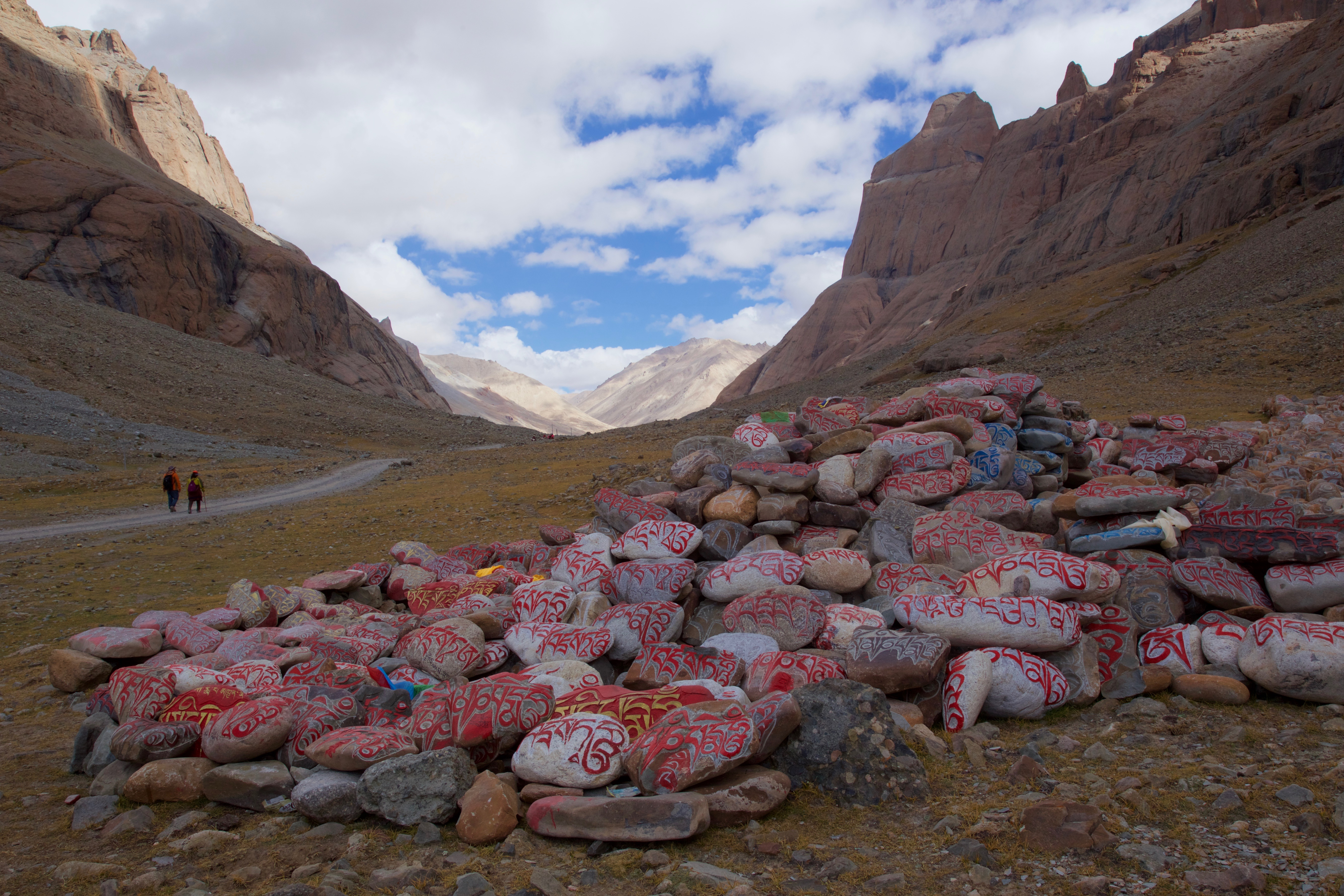
« Mur mani » au bord du chemin.

La plupart des pèlerins s’arrêtent aux alentours de Dirapuk Gompa (5 080 mètres) pour passer la première nuit de la kora. Ce petit monastère est bâti sur une caverne dans laquelle médita Götsangpa l’un des premiers maîtres de l'école Drukpa, qui fut le premier maître à accomplir la kora. Face au monastère apparaît la face nord du mont Kailash entre les collines de Chana Dorje (Vajrapani) à l'ouest et de Jampeleyang (Manjushri) à l'est. À côté de la colline de Jampeleyang se trouve celle de Chenrezig (Avalokiteśvara).

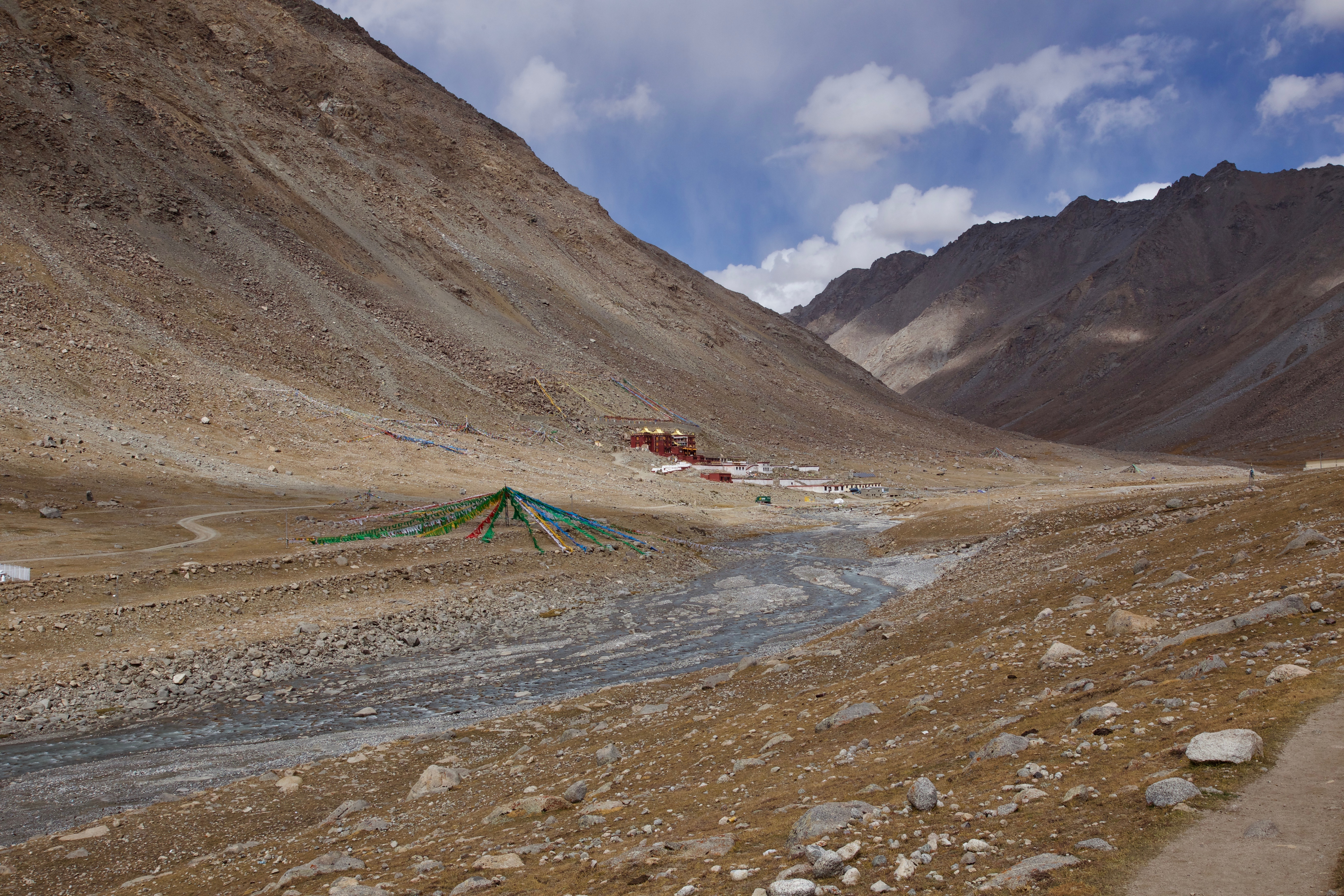
Le monastère de Dirapuk Gompa.
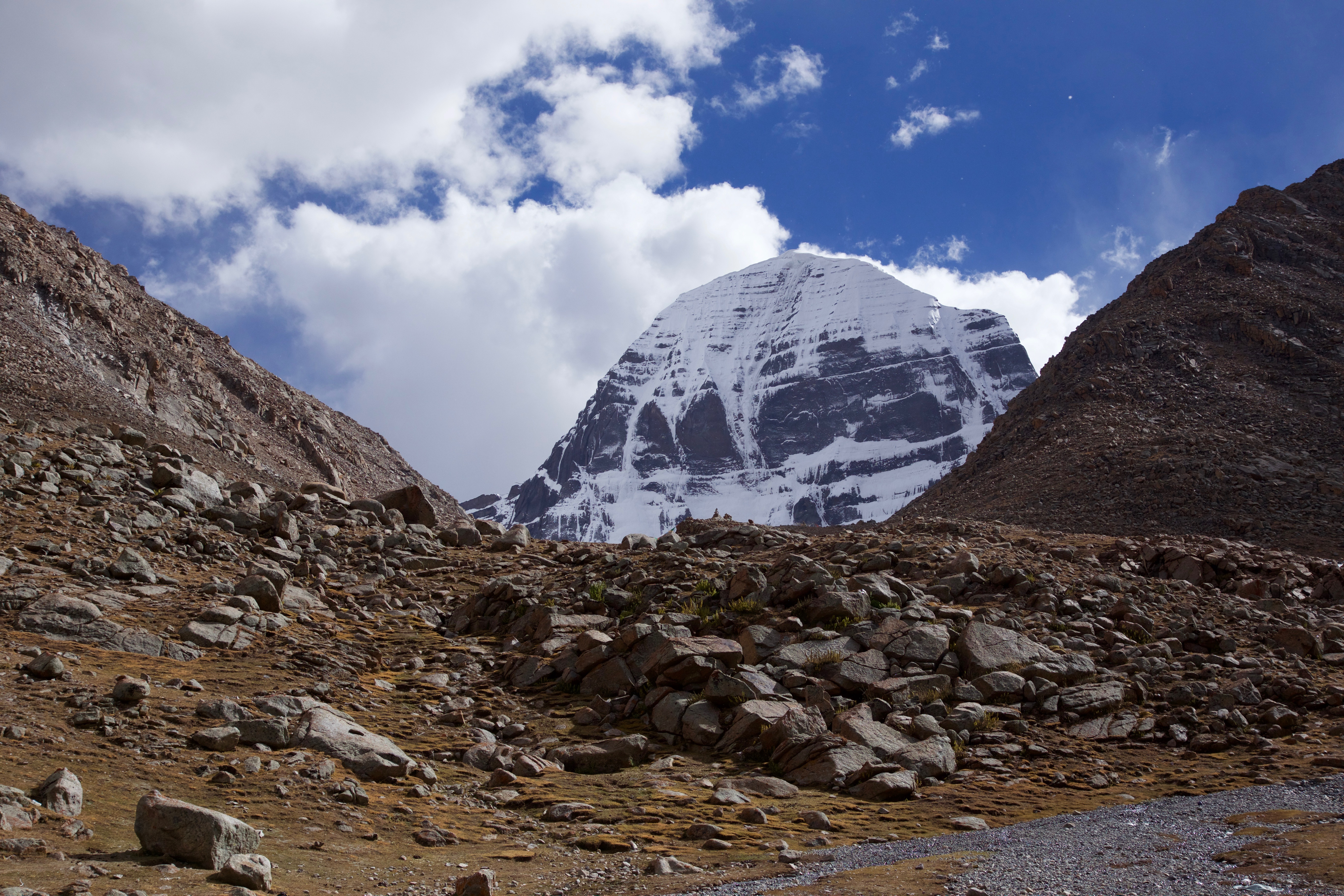
La face nord du mont Kailash.

Puis vient la longue montée vers le col de Drolma La (5 636 mètres), point culminant de la kora, lors de laquelle les pèlerins passent par le lieu-dit Shiva-tsal (5 608 mètres) où ils sont censés subir une mort symbolique avant d’atteindre le col où ils passent le seuil d’une nouvelle vie. Peu après, apparaît le petit lac de Gauri Kund, dans les eaux vertes et glacées duquel les pèlerins hindous sont supposés s’immerger. Après une descente très raide et rocailleuse, c'est le retour vers Darchen sur un chemin facile passant par Zutulpuk Gompa (4 820 mètres) construite devant une grotte où Milarépa, qui y chantait et méditait, a laissé des empreintes de pied et de main dans la roche.

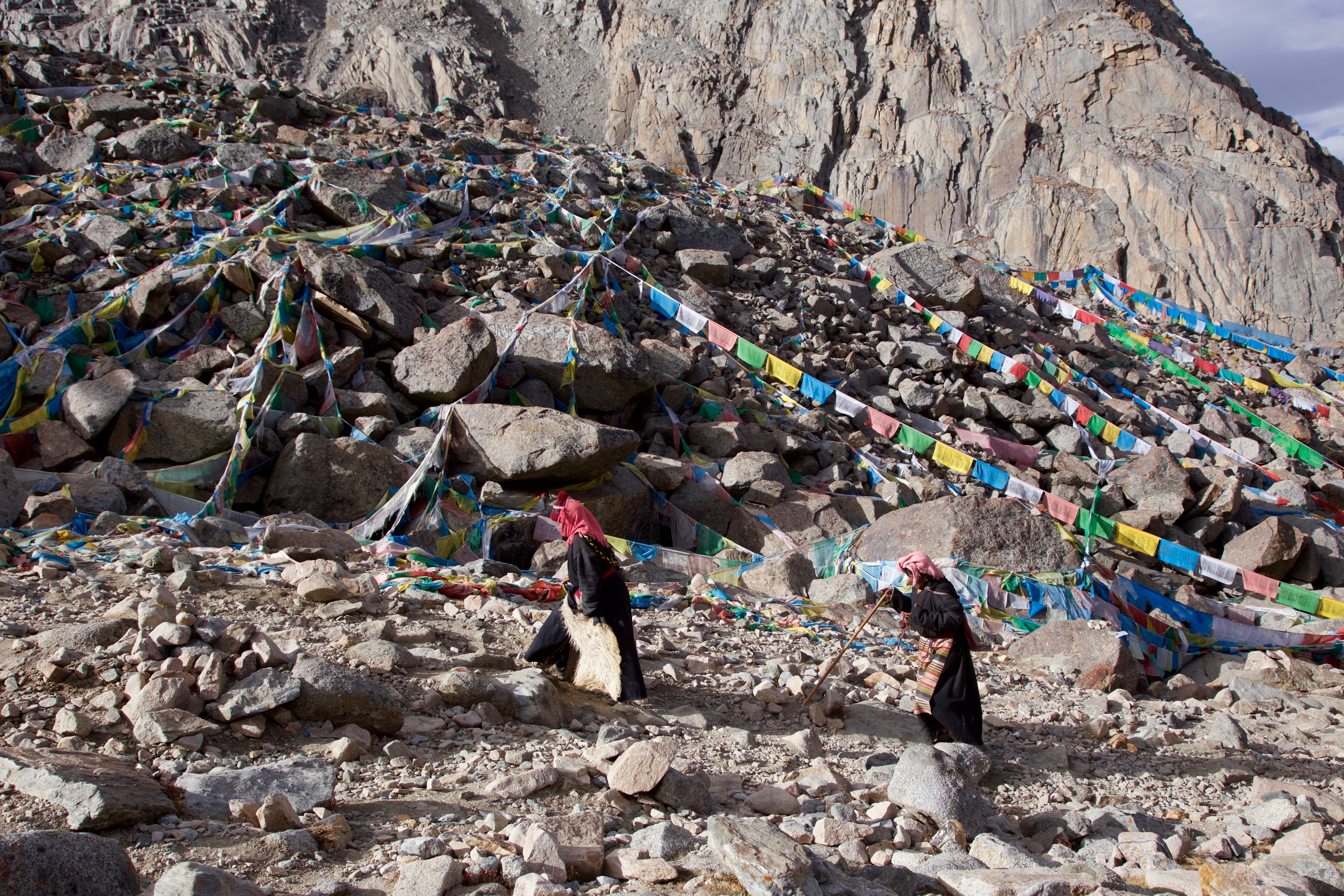
Pèlerins sur le point d’atteindre Drolma La.
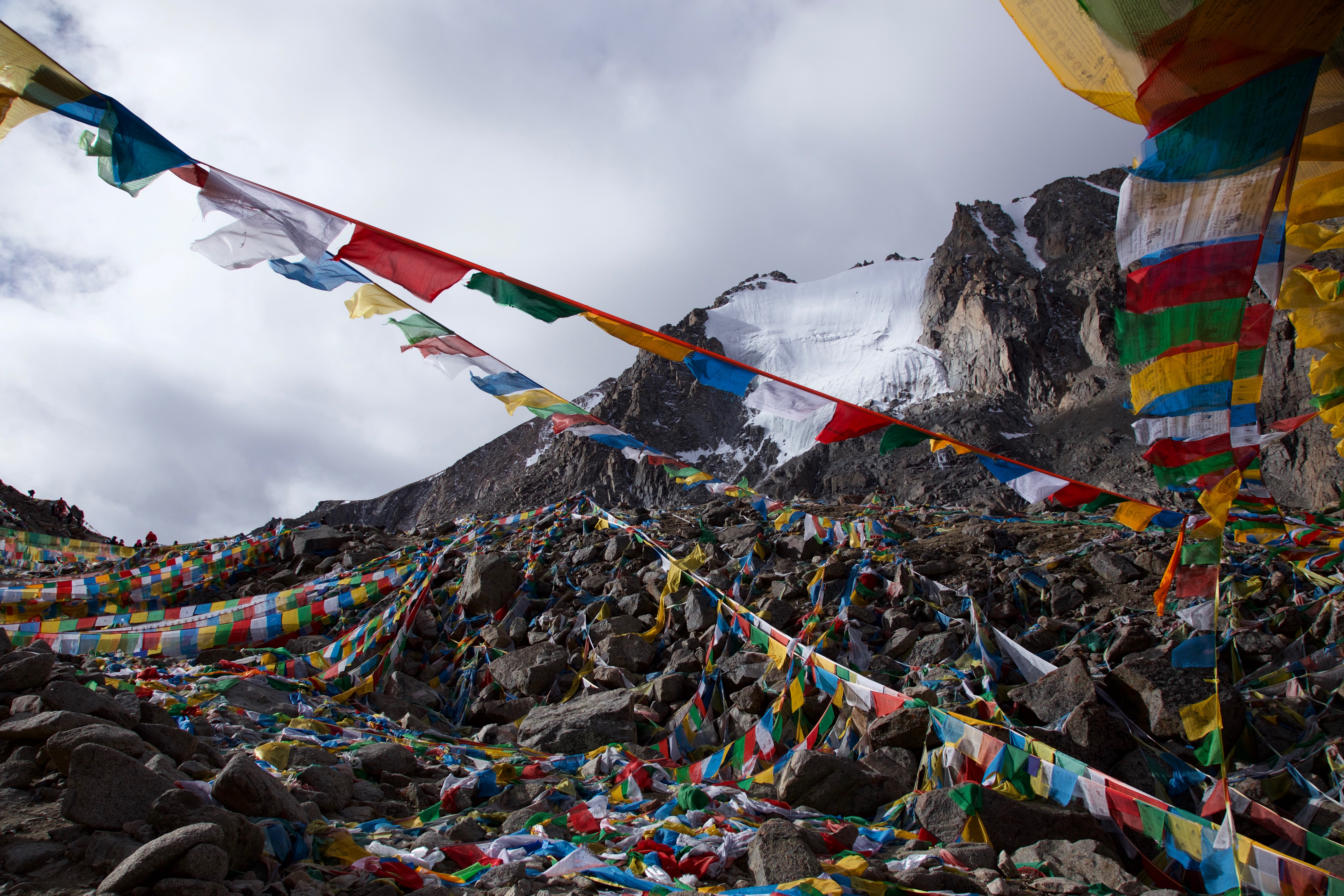
Drolma La, le point culminant de la kora.

## Histoire
Le missionnaire jésuite Ippolito Desideri, lors de son voyage du Ladakh à Lhassa passe en novembre 1715 au pied du mont Kailash. Il est le premier européen à en faire la description et en donner le sens religieux. Il écrit le 9 novembre : « [Le mont Kailash] est tenu en haute vénération en raison d’un certain Urghien, fondateur de la religion tibétaine. À une distance de la piste s’élève une énorme et haute montagne, très large de circonférence ayant son sommet caché dans les nuages et couvert de glace et neiges éternelles. C’est horrible, désert et extrêmement froid. Dans une grotte de cette montagne, dit-on, vivait Urghien, dans une retraite absolue et en méditation permanente. En son honneur la grotte a été transformée en temple. Non seulement les tibétains visitent cette grotte, y laissant des offrandes mais ils font également, dans des conditions très dures, le tour pédestre de la montagne, ce qui leur prend plusieurs jours. Durant ce pèlerinage ils gagnent ce que j’appellerais des « indulgences ».
En juillet 1926, l'alpiniste britannique Hugh Ruttledge, alors commissaire à Almora en Inde, accomplit avec son épouse la circumambulalion (parikrama) du mont Kailash tandis que le colonel R. C. Wilson de l'armée des Indes, qui les avait accompagnés au Tibet, explorait avec son guide sherpa Satan, les abords de la montagne. Constatant que la face nord était impossible à escalader, Ruttledge envisagea d'attaquer l'ascension par l'arête nord-est mais y renonça faute de temps. Pour sa part, le colonel Wilson fut empêché par le mauvais temps d'attaquer la face ouest.
L'alpiniste italien Reinhold Messner rapporte avoir demandé, dans les années 1980, l'autorisation de faire le tour du Kailash et avoir reçu en retour un permis lui indiquant qu'il pourrait revenir l'année suivante pour gravir le sommet mais qu'il avait décliné la proposition. Pour le professeur Lawrence S. Hamilton, Messner a bien tenté de gravir le Kailash en 1985 mais fit marche arrière quand on lui objecta le caractère sacré des lieux. Selon le site AFAR, certaines rumeurs à l'époque insinuaient que l'alpiniste avait prévu d'ajouter subrepticement ce sommet à son palmarès mais qu'au pied de la montagne, il s'était rendu compte de la profanation qu'il commettrait s'il posait ses crampons sur une de ses faces ou foulait avec ses bottes le sommet. Depuis, il milite pour que le Kailash soit hors limites pour les alpinistes.
Le 1er avril 2001, le gouvernement tibétain en exil et le journal britannique The Observer affirment qu'une expédition espagnole, dirigée par Jésus Martinez Novàs, a obtenu de la part des autorités chinoises la permission de tenter l'ascension du mont Kailash,, ce qui entraîne une protestation internationale. Le 7 juin 2001, le porte-parole du ministère des affaires étrangères déclare : « Nous n'avons jamais autorisé de telles activités, et toutes ces dépêches prétendant que la Chine a donné la permission à une équipe d'alpinistes espagnols de gravir le mont Kailash sont absolument sans fondement ». La Chine fait alors savoir à l'Inde qu'elle interdirait toute tentative d'escalade du Kailash.

### Filmographie
- Simon Allix, La Montagne Magique, sur les chemins du Kailash, Sombrero & co., 2010